# Cossypha isabellae
El cosifa de Isabel (Cossypha isabellae) es una especie de ave paseriforme de la familia Muscicapidae propia del golfo de Guinea.

## Distribución y hábitat
Se encuentra en las montañas entre Camerún y Nigeria. Su hábitat natural son los bosques montanos húmedos tropicales.